# 56 Геркулеса
56 Геркулеса (лат. 56 Herculis), HD 152863 — двойная звезда в созвездии Геркулеса на расстоянии приблизительно 394 световых лет (около 121 парсек) от Солнца. Возраст звезды определён как около 1,37 млрд лет.

## Характеристики
Первый компонент (WDS J16550+2544A) — оранжево-жёлтый гигант спектрального класса G5III, или G8III, или K0. Видимая звёздная величина звезды — +6,071m. Масса — около 2,789 солнечных, радиус — около 10,468 солнечных, светимость — около 55,941 солнечных. Эффективная температура — около 5085 K.
Второй компонент (TYC 2063-1213-1) — жёлтый карлик спектрального класса G. Видимая звёздная величина звезды — +10,8m. Радиус — около 0,86 солнечного, светимость — около 0,637 солнечной. Эффективная температура — около 5573 K. Удалён на 18 угловых секунд.

## Планетная система
В 2019 году учёными, анализирующими данные проектов HIPPARCOS и Gaia, у звезды обнаружена планета.